# Pontonski most
Pontonski most ili plutajući most je vrsta mosta koji se sastoji od međusobno povezanih plutajućih dijelova (pontona), a namijenjen za transport ljudi ili vozila preko neke vodene površine. Pontonski mostovi su u pravilu privremene građevine, i najčešće se koriste u ratu u svrhu prijelaza rijeke. Nakon što ispune svrhu se obično uništavaju (kako bi spriječili neprijatelja da ih koristi) ili se rasklapaju radi ponovne upotrebe. Ubraja se u plutajuće objekte.

## Pontonski most preko Novskog ždrila
Operacijom Maslenica početkom 1993. oslobođeno je Novsko ždrilo i širi prostor Maslenice, a potom je kao privremeno rješenje izgrađen pontonski most, kako bi nadomjestio srušeni Maslenički most. Most je inače bio dug 279 m i sastojao se od 5 teglenica i 6 prijelaznih mostića, a širina mu je bila 7,6 m. Srbi su ga redovito gađali, ponekad su i potopili poneki njegov dio, ali most je i dalje plutao i služio svojoj svrsi.

## Pontonski most u Županji
Pontonski most u Županji je postavljen početkom 1996. godine pomoću američkih helikoptera koji su elemente spuštali u Savu, a dalje ih čamci dovodili na mjesta. Koristili su ga isključivo pripadnici američkih i međunarodnih snaga. Jedno vrijeme su bila korištena dva pontonska mosta. Drugi je bio postavljen oko 100 metara nizvodno od prvoga.

## Hagenov most
Hagenov most je naziv za nekoliko drvenih pontonskih mostova koji su postavljani od 1788. do 1918. godine, za prijelaz preko Dunava u Novom Sadu. Sastojao se od nekoliko pontona koji su se na sredini razdvajali zbog prolaska brodova.